# Karel Masopust
Karel Masopust, född 4 oktober 1942 i Prag, död 25 maj 2019 i Prag, var en tjeckoslovakisk ishockeyspelare.
Han blev olympisk silvermedaljör i ishockey vid vinterspelen 1968 i Grenoble.